# Oxyurichthys papuensis
Oxyurichthys papuensis és una espècie de peix de la família dels gòbids i de l'ordre dels perciformes.

## Morfologia
Els mascles poden assolir els 20 cm de longitud total.

## Distribució geogràfica
Es troba des del Mar Roig fins a KwaZulu-Natal (Sud-àfrica), l'oest del Pacífic, Israel, Turquia i Síria.